# Чужди жени
„Чужди жени“ (на френски: Pot-Bouille) е комедия от 1957 година на режисьора Жулиен Дювивие с участието на Жерар Филип и Даниел Дарийо, адаптация по романа на Емил Зола.

## Сюжет
Предприемчивият, умен, циничен и обезоръжаващо обаятелен провинциалист Октав Муре, пристига в Париж, за да направи кариера в търговията. Скоро ще го нарекат „поетът на текстилната промишленост“, а бързото издигане в кариерата той успешно ще съчетае с „колекционирането“ на жени, като омъжените са с предимство, които с лекота съблазнява една след друга...

## В ролите
| Изпълнител    | Роля            |
| ------------- | --------------- |
| Жерар Филип   | Октав Муре      |
| Даниел Дарийо | Каролин Хедуин  |
| Дани Карел    | Берте Йосеран   |
| Жак Дъби      | Огюст Вабре     |
| Жана Маркен   | Елеонор Жосеран |
| Оливие Хусено | Жозеф Жосеран   |
| Анук Еме      | Мари Пишон      |